# Stari Grad (gmina Krško)
Stari Grad – wieś w Słowenii, w gminie Krško. W 2018 roku liczyła 214 mieszkańców.